# Cerdale paludicola
Cerdale paludicola е вид бодлоперка от семейство Microdesmidae.

## Разпространение и местообитание
Видът е разпространен в Еквадор, Колумбия, Коста Рика, Никарагуа и Панама.
Среща се на дълбочина от 0,3 до 1 m.